# Operário Ferroviário EC
Der Operário Ferroviário Esporte Clube, in der Regel nur kurz Operário Ferroviário EC genannt, ist ein Fußballverein aus Ponta Grossa im brasilianischen Bundesstaat Paraná.
Nach Abschluss der Série B 2022 belegte der Klub den 19. Platz und musste zur Saison 2023 in die Série C absteigen. In der Série C erreichte Ferroviário den dritten Platz und damit die Spielberechtigung an der Série B 2024. Hier erreichte der Klub den siebten Platz.

## Erfolge
- Staatsmeisterschaft von Paraná: 2015, 2025
- Staatspokal von Paraná: 2016
- Série D: 2017
- Série C: 2018

## Stadion
Der Verein trägt seine Heimspiele im Estádio Germano Krüger in Ponta Grossa aus. Das Stadion hat ein Fassungsvermögen von 10.632 Personen.

## Trainerchronik
Stand: Mai 2025
| Trainer            | Nation            | von               | bis                |
| ------------------ | ----------------- | ----------------- | ------------------ |
| Rogério Molina     | Brasilien         | 1. Januar 2005    | 15. Dezember 2007  |
| Rogério Molina     | Brasilien         | 1. Februar 2010   | 15. Dezember 2012  |
| Gilberto Pereira   | Brasilien         | 5. Dezember 2013  | 14. März 2014      |
| Gerson Gusmão      | Brasilien         | 23. März 2016     | 21. Oktober 2020   |
| Matheus Costa      | Brasilien         | 22. Oktober 2020  | 29. September 2021 |
| Ricardo Catalá     | Brasilien         | 5. Oktober 2021   | 21. März 2022      |
| Claudinei Oliveira | Brasilien         | 23. März 2022     | 21. Juli 2022      |
| Matheus Cost       | Brasilien         | 29. Juli 2022     | 24. Oktober 2022   |
| Sandro Forner      | Brasilien         | 25. Oktober 2022  | 7. November 2022   |
| Rafael Guanaes     | Brasilien         | 10. Januar 2023   |                    |
| Rainer Oliveira    | Brasilien         | 1. Januar 2024    |                    |
| Rainer Oliveira    | Brasilien         | 16. Februar 2024  | 19. Februar 2024   |
| Bruno Pivetti      | Brasilien Italien | 29. November 2024 |                    |